# Parasigmoidella beccarii
Parasigmoidella beccarii är en kackerlacksart som beskrevs av Hanitsch 1933. Parasigmoidella beccarii ingår i släktet Parasigmoidella och familjen småkackerlackor. Inga underarter finns listade i Catalogue of Life.